# 小鹏G6
小鹏G6是中国电动汽车公司小鹏汽车生产的一款紧凑型纯电动五座SUV，于2023年在中国大陆上市，2024年开始向境外地区销售。

## 历史

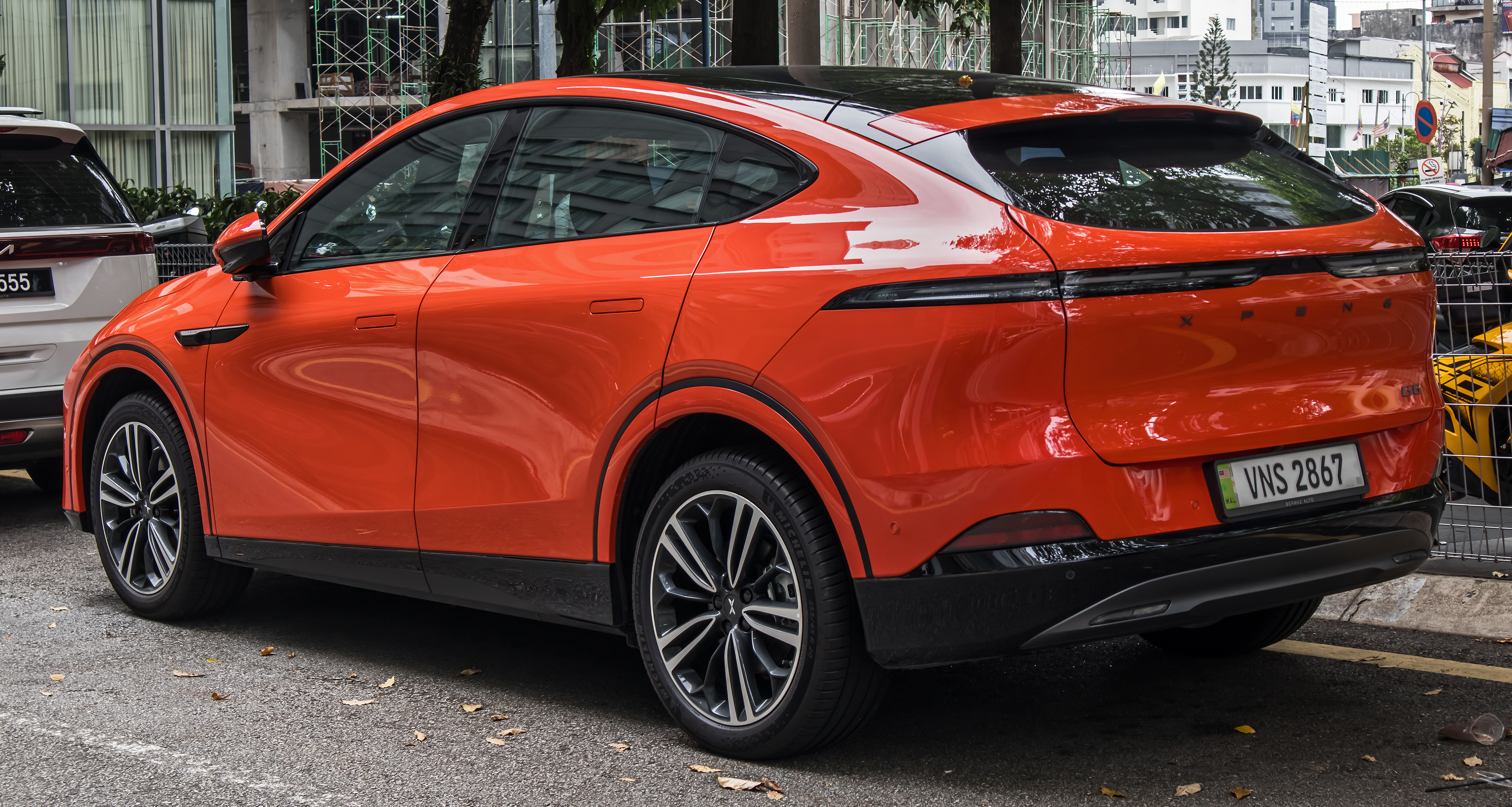
小鹏G6后部

在2022年8月的第二季度财报电话会上，小鹏汽车透露将在2023年推出一款对标特斯拉Model Y的B级车。这款内部代号为名为“F30”的车型，最初被命名为“G7”；原长城汽车总经理王凤英在2023年初加入小鹏后，为与小鹏P7形成差距，拍板决定将车型名称改为“G6”。
小鹏G6于2023年4月的上海国际汽车工业博览会上首次亮相，并于同年6月9日开启预售。
2023年6月30日，小鹏G6正式上市，并在次月开始交付。2024年，小鹏G6开始向海外出口，其中8月在泰国推出右舵版G6，是小鹏首款上市的右舵车型。

## 特点

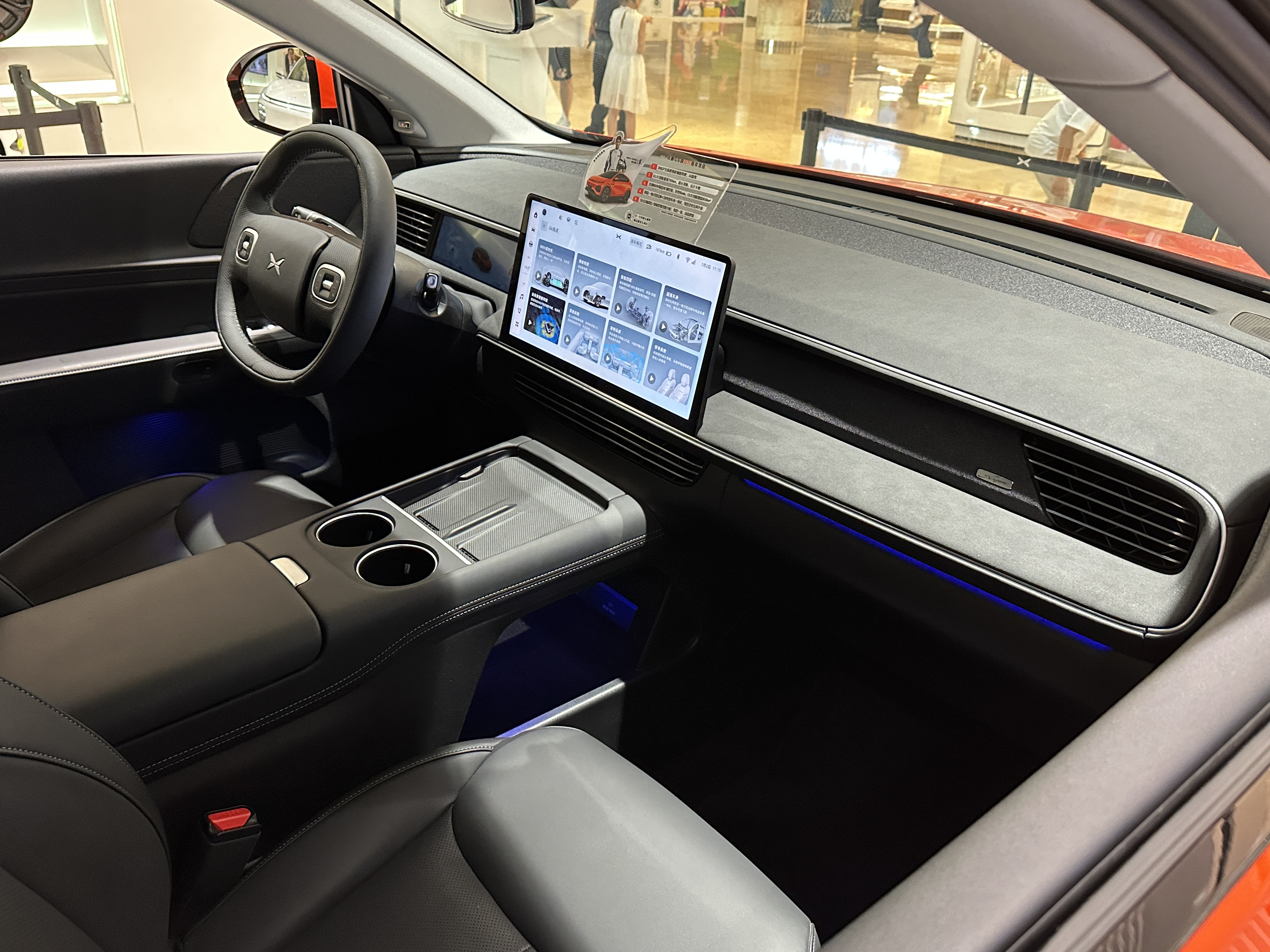
小鹏G6内饰

小鹏G6以特斯拉Model Y作为对标车型，但有着更低的起售价格，官方亦宣称其功能更丰富、性价比更高。
G6是小鹏汽车新技术架构下的首款产品，主打功能为全场景辅助驾驶和800V碳化硅高压平台。G6是该公司首款采用前后一体式铝压铸车身设计和电池车身一体化技术的车型，使得车身更轻量化，车内空间亦有较大的改善。其同时搭载了与G9和P7i相同的“XNGP”辅助驾驶系统和“XmartOS 4.0”车载智能系统。外形方面，小鹏邀请科幻作家刘慈欣担任G6的设计顾问，为设计团队提供灵感。G6采用溜背式造型，加上圆润的车身轮廓及选配的电动尾翼，使得整车风阻系数仅有0.248Cd。

## 销量
G6发布后受到消费者欢迎，预售开始三周已积累2.5万个订单，正式上市后更带动公司其他车型的销量。但由于公司内部低估了高配车型的销量，加上激光雷达等零部件供应出现问题，导致发布初期高配车型的交付时间被拖长到两至三个月。